# Aartsbisdom Tlalnepantla
Het aartsbisdom Tlalnepantla (Latijn: Archidioecesis Tlalnepantlana) is een rooms-katholiek aartsbisdom met als zetel Tlalnepantla de Baz, in Mexico. De aartsbisschop van Tlalnepantla is metropoliet van de kerkprovincie Tlalnepantla, waartoe ook de volgende suffragane bisdommen behoren:
- Cuautitlán
- Ecatepec
- Izcalli
- Netzahualcóyotl
- Teotihuacán
- Texcoco
- Valle de Chalco

## Geschiedenis
Het aartsbisdom werd opgericht op 13 januari 1964, als het bisdom Tlalnepantla, uit delen van het aartsbisdom Mexico en het bisdom Texcoco, en was suffragaan aan het aartsbisdom Mexico. Op 28 juni 1995 werd het verheven tot metropolitaan aartsbisdom. 

## Parochies
Het aartsbisdom had in 2020 een oppervlakte van 682 km2 en telde 2.530.115 inwoners waarvan 83,9% rooms-katholiek was.

## Ordinarii

### Bisschoppen
- Felipe de Jesús Cueto González (13 januari 1964 - 28 mei 1979)
- Adolfo Antonio Suárez Rivera (8 mei 1980 - 8 november 1983)

### Aartsbisschoppen
- Manuel Pérez-Gil y González (30 maart 1984 - 14 februari 1996)
- Ricardo Guízar Díaz (14 augustus 1996 - 5 februari 2009)
- Carlos Aguiar Retes (5 februari 2009 - 7 december 2017)
- José Antonio Fernández Hurtado (25 januari 2019 - heden)

Tlalnepantla (aartsbisdom) · Cuautitlán · Ecatepec · Izcalli · Netzahualcóyotl · Teotihuacán · Texcoco · Valle de Chalco